# Iberhoratia aurorae
Iberhoratia aurorae is een slakkensoort uit de familie van de Hydrobiidae. De wetenschappelijke naam van de soort is voor het eerst geldig gepubliceerd in 2007 door Arconada, Delicado & Ramos.